# Eperjesi Erika
Eperjesi Erika (Miskolc, 1973. június 7. –) magyar színésznő, operaénekesnő

## Élete, pályafutása
Gyermekkorát Felsőzsolcán töltötte. Ének tagozaton végzett Miskolcon a Zrínyi Ilona Gimnáziumban, majd 1994-ben középfokú zenész képesítést szerzett a Bartók Béla Zeneművészeti Szakközépiskola magánének szakán. 1998-ban dicséretes jeles diplomával végzett a Miskolci Egyetem Miskolci Egyetem Bartók Béla Zeneművészeti intézetének magánének szakán, majd 2016-ban mesterdiplomát szerzett ugyanebben az intézményben. 1998-tól a Miskolci Nemzeti Színház tagja.
Színházi karrierje mellett magánéneket tanított az Egressy Béni Zeneiskolában, majd a Bartók Béla szakközépiskolában. Országszerte és külföldön is több városban fellépett. A Bartók+… Nemzetközi Operafesztiválon rendszeresen szerepel. A 2000-ben alapított Miskolci Operabarátok Egyesületének alapító tagja.
2016-ban a Miskolci Egyetem Bartók Béla Zeneművészeti szakán Mester diplomát is szerzett.
2022-től  a Miskolci Bartók Béla Zene- és Táncművészeti Szakgimnázium óraadó művésztanára.

## Főbb szerepei
- Puccini: Bohémélet – Musette (1999)
- Verdi: Rigoletto – Gilda (2000)
- Kunze-Lévay: Elisabeth – Eszterházy grófnő (2000)
- Donizetti: Szerelmi bájital – Adina (2001)
- Mozart: Varázsfuvola – Pamina, 2. Dáma (2001)
- Lehár: Cigányszerelem – Zórika (2002)
- Kacsóh: János Vitéz – Iluska (2002)
- Donizetti: Don Pasquale – Norina (2003)
- Kodály: Székelyfonó – Leány (2003)
- Kálmán: Marica grófnő – Marica (2003)
- Mozart: Figaró házassága – Cherubino (2004)
- Lajtai-Békeffy: A régi nyár – Zsuzsi (2004)
- Csajkovszkij: Anyegin – Tatjana (2005)
- Kálmán: Csárdáskirálynő – Szilvia (2005), Cecília (2023)
- Bizet: Carmen – Micaela (2006)
- Kálmán: Bajadér – Odette (2006)
- Offenbach: Hoffmann meséi – Olympia (2006)
- Eisemann-Nóti: Hippolyt, a lakály – Terka (2007)
- Lindsay: A muzsika hangja – Zárdafőnökasszony (2009)
- Mozart: Cosi fan tutte – Despina (2009)
- Lehár: A mosoly országa – Liza (2010)
- Erkel: Bánk bán – Melinda (2010)
- Leoncavallo: Bajazzók – Nedda (2011)
- Kander-Ebb: Chicagó - Mary Sushine (2012)
- Huszka: Lil bárónő - Lili (2013)
- Mozart: Don Giovanni - Donna Anna (2014)
- Lehár: A víg özvegy - Glavári Hanna (2015)
- Stein-Kander Ebb: Zorba a görög - Melina (2016)
- Ábrahám Pál: Viktória - Viktória (2016)
- Parti Nagy Lajos: A Bandy lányok - Sophie (2016)
- Kálmán: Marica grófnő - Marica (2017)
- Kálmán: Cirkuszhercegnő - Fedóra
- Lehár: Luxemburg grófja - Angele
- Ábrahám: Bál a Savoyban - Madeline
- Szirmai: Mágnás Miska - Rolla
- Zerkovitz:  Csókos asszony - Hunyadiné

## Díjai
- Az Év Operaénekese (Miskolci Operabarátok Egyesülete, 2002)
- Az Év Hangja (2010)
- Magyar Ezüst Érdemkereszt (2023)